# François Maestroni
François Maestroni, né le 20 janvier 1919 à Bagnatica (Lombardie) et mort le 2 septembre 2011 à Loudun (Poitou-Charentes), est un footballeur français reconverti entraîneur.

## Biographie
Né à Bagnatica en Italie, François Maestroni obtient la nationalité française le 1er février 1939.
En 1939 lorsque la guerre éclate la famille Maestroni d'Audun-le-Tiche (Moselle), est évacuée à Basses. En novembre, François fait son service militaire, après les « classes » il est envoyé sur le front à Metz. Lors de la débâcle, il est fait prisonnier et conduit à Troyes. Il s'enfuit et rejoint sa famille.
En septembre 1939, à la Roche-Rigault, hameau partagé par la route de Loudun à Monts-sur-Guesnes entre les communes de Claunay et du Bouchet, une coopérative agricole est fondée depuis peu. Un silo est construit mais un second s'avère nécessaire. Le directeur de cette coopérative, Monsieur Amédée Criton, procède à de nombreuses embauches. Des réfugiés mosellans sont du nombre. François Maestroni déclare : « Les Audunois trouvent du travail à la coopérative de La Roche-Rigault. Avec les autres Audunois, ils construisent le silo. J'étais coffreur ». Les Audunois forment une équipe de football, la plupart travaillent à la coopérative. François est remarqué par Amédé Criton, le directeur. Dès 1941, La Roche-Rigault est championne de la Vienne. Sur 11 joueurs, 10 sont Mosellans dont Maestroni.
La saison suivante, l'équipe est inscrite en Coupe de France, elle élimine successivement Poitiers (3-0), Châtellerault (3-0), Cognac (5-2), Cholet (forfait), Orléans (9-0) et atteint les huitièmes de finale. Ils sont éliminés par le Red Star, la meilleure équipe de France à l'époque et future vainqueur de la compétition, 5-2 devant 4 300 spectateurs. Maestroni est par la suite sélectionné en équipe départementale et régionale,.
François Maestroni entre en résistance aux côtés d'Amédée Criton, il porte des messages notamment à Jean Sibileau qui coordonne les actions des maquisards. Puis il rejoint le maquis de Scévolles, en août 1944 il participe à l'attaque du restaurant le cheval blanc à Monts-sur-Guesnes, où déjeunent des officiers allemands, son camarade René Shaak est tué lors de l'attaque.
Bon footballeur, fin tacticien, à la fin de la guerre il intègre le FC Nantes après avoir épousé une loudunaise. Sa carrière de joueur professionnel le conduit à Lorient, Châteauroux, Toulon… Puis il entraîne de grandes équipes, notamment le FC Metz,.
À La Berrichonne de Châteauroux, Maestroni, avec son béret et son vélo marque la seconde moitié des années 1950. On l’appelle « patron » car c’est un bon pédagogue, pendant des années l’entraîneur s’occupe de toutes les équipes du club.
À la fin de sa carrière, il revient à Loudun dans la maison de ses beaux-parents où il décède en regardant le match France-Albanie, le vendredi 2 septembre 2011.